# Saint-Zacharie
Saint-Zacharie – miejscowość i gmina we Francji, w regionie Prowansja-Alpy-Lazurowe Wybrzeże, w departamencie Var.
Według danych na rok 1990 gminę zamieszkiwały 3224 osoby, a gęstość zaludnienia wynosiła 119 osób/km² (wśród 963 gmin regionu Prowansja-Alpy-W. Lazurowe Saint-Zacharie plasuje się na 189. miejscu pod względem liczby ludności, natomiast pod względem powierzchni na miejscu 373.).